# Campo Limpo de Goiás
Campo Limpo de Goiás é um município brasileiro do estado de Goiás sua população em 2024 era de 8 449 habitantes.
Desmembrado de Anápolis, sua emancipação se deu em 1997.

## Geografia
A população estimada para o município é de 10.200 habitantes. Segundo estimativa do IBGE.

## Cultura
Ocorre todos os anos desde 1997 a famosa Festa do Peão, sempre no início do mês de agosto. A ideia de realizar na cidade de Campo Limpo de Goiás uma grande festa surgiu em uma noite no bar do Posto Campo Limpo, quando um grupo de amigos conscientizou-se que, para a realização de um evento de nível superior em Campo Limpo de Goiás, deveria ser criado um grupo organizado que cuidasse da produção e realização desse evento. O nome eleito foi: OS PIONEIROS, a associação foi fundada em 1999 com o intuito de promover e realizar a festa do peão de Campo Limpo de Goiás, que já acontecia há dois anos. A cidade recebe cerca de 100 mil visitantes nos 4 dias de festa. visitantes que se deslocam das cidades de Anápolis, Brasília, Goiânia, Nerópolis, e também de outros estados.